# Enrique Dumas
Enrique Dumas –seudónimo artístico de Enrique Rodríguez Acha– (La Plata, Buenos Aires, Argentina; 8 de mayo de 1935 - Jesús María, Córdoba, Argentina; 18 de enero de 2009) fue un cantor de tango argentino.

## Biografía
A los 14 años comenzó su carrera artística cantando jazz, en la orquesta Dixieland, con el seudónimo Hugo Randall, y en abril de 1955 debutó en Radio Splendid con la orquesta típica de Carlos Figari.
Se mantuvo vinculado a esta agrupación durante varios años, con la cual se presentó en diversos escenarios, y grabó sus primeros discos para el sello “Music Hall”. A comienzos de la década de 1960 se convertiría en solista y contraería matrimonio con la conductora de radio y televisión Nélida Teresa Colomba. La pareja tuvo tres hijos y con los años se separó.
En la televisión argentina participó en diversos programas. Entre otros podemos citar Esquina de Tango con Carlos Figari (canal 7, 1958), La Familia Gesa junto a Virginia Luque (canal 7, 1958 a 1960); El show de Antonio Prieto (canal 13, 1963), Yo te canto, Buenos Aires (canal 11), Grandes valores del tango conducido por Silvio Soldán (canal 9), y La Botica del Ángel conducido por Eduardo Bergara Leumann (canal 11 , 1982 a 1988), y en la televisión uruguaya se presentó en los programas Las noches del mercado, Galas de tango, Montevideo tango y Ciudad de tango.
También actuó en teatro, y su debut se produjo con Aquí está la vieja ola y esta vez no viene sola junto a Olinda Bozán y Alberto Anchart. Participó además, en la reedición de la obra teatral La muchacha del centro de Francisco Canaro, con José Marrone, y en Buenos Aires de seda y percal, con Mariano Mores, Susy Leiva, Néstor Fabián y Mirtha Legrand, en el Teatro Coliseo. En el Teatro General San Martín encarnó a Santos Vega en La guitarra del Diablo. Otras obras en que participó fueron El conventillo de la Paloma junto a Pepita Muñoz y Marcos Caplán; Aplausos con Libertad Lamarque y Juan Carlos Thorry; Tangos en El Dante junto a Aníbal Troilo y Tito Lusiardo; Yo canto a mi Argentina, con Mariano Mores, Tito Lusiardo y Héctor Gagliardi; y Buenos Aires, todo tango, con Beba Bidart, Horacio Salgán y Ubaldo de Lío.
En cine actuó en las películas Viaje de una noche de verano (1965), junto a Néstor Fabián y los cantantes japoneses Ikuo Abo y Ranko Fujisawa; Bicho raro (1965); y Flor de piolas (1967; estrenada en 1969).
En el año 2003, viajó a Japón como artista invitado, junto a la orquesta del bandoneonista Carlos Galván (1940-2014), y en junio de 2005 sufrió un grave accidente automovilístico. En sus últimos años actuó como invitado en recitales y festivales locales. 
Su última presentación fue el viernes 16 de enero de 2009 (madrugada del sábado) en “La noche del tango”, en el marco del “Festival de Doma y Folklore de Jesús María” (Córdoba). Enrique Dumas falleció de un infarto masivo hacia el mediodía del domingo 18 de enero de 2009.

## Discografía (parcial)
- Así es el tango (1965; con la orquesta de Roberto Pansera; Polydor)
- 14 con el tango (1966; producción de Ben Molar, en el que Dumas interpreta dos temas: “Bailate un tango Ricardo” y “En qué esquina te encuentro Buenos Aires”)
- Cafetín de Buenos Aires (con la orquesta de Alberto Di Paulo; Magenta)
- Dumas canta Mores (1976; Polydor)
- El porteñísimo (Polydor)
- Historiando tangos (con la orquesta de Roberto Pansera; Polydor)
- El que canta es mi papá (Polydor)
- Alma de bohemio (con el Sexteto Mayor; Diapasón)
- De rompe y raje (con la orquesta de Osvaldo Requena; Microfón)
- El firulete (con la orquesta de Alberto Di Paulo; Magenta)
- Tangos con sus grandes valores (con la orquesta de Luis Stazo; Diapasón)
- Pa' Que Bailen Los Muchachos (1987 SONDOR - Uruguay)

## Teatro
- Aquí esta la vieja ola!... Y esta vez no viene sola (1950), con la Compañía de Espectáculos Cómicos encabezada Olinda Bozán y Alberto Anchart. Estrenada en el Teatro Astral.